# 愛のWarrior
「愛のWarrior」（あいのウォリアー）は、GRANRODEOの15枚目のシングル。2011年11月23日にGloryHeavenから発売された。

## 概要
表題曲「愛のWarrior」は、PSPゲーム『アンジェリーク 魔恋の六騎士』のオープニングテーマとして起用されている。初回限定盤と通常盤の2種仕様があり、前者には「愛のWarrior」のPVを収録したDVDが同梱されている。なおCDジャーナルは、「エネルギッシュなロック・チューンである。」と評した。
2011年12月5日付のオリコン週間シングルチャートで25位を獲得。初動売上は0.7万枚であり、前作から約0.4万枚減少した。デイリーチャートでは11月23日付で最高位の18位を獲得した。

## 収録曲
（全作詞：谷山紀章／作曲・編曲：飯塚昌明）
1. 愛のWarrior
e-ZUKA曰く「『アンジェリーク 魔恋の六騎士』が乙女向けだけど戦うというテーマのため、愛をキーワードにした」とのこと[2]
2. Beat it, Love!
3曲中最後に作曲された曲で、e-ZUKAによれば『デッド・オア・アライブ』の様な曲に仕上げたかったため、ギターソロもマイケル・ジャクソンの「今夜はビート・イット」に参加したヴァン・ヘイレンを意識しているという[2]。
3. HAPPY LIFE
震災の影響で日本全体に負のイメージが漂っていたため、それを払拭する元気が出る曲を制作しようと考え、合唱パートを取り入れた[2]。
4. 愛のWarrior（off vocal）
5. Beat it, Love（off vocal）
6. HAPPY LIFE（off vocal）

DVD （初回限定盤のみ）
1. 愛のWarrior（PV）

## 収録アルバム
| 曲名        | 収録アルバム     | 備考        |
| ----------- | ---------------- | ----------- |
| 愛のWarrior | CRACK STAR FLASH | 5thアルバム |
| HAPPY LIFE  | CRACK STAR FLASH | 5thアルバム |